# Szymon Mag

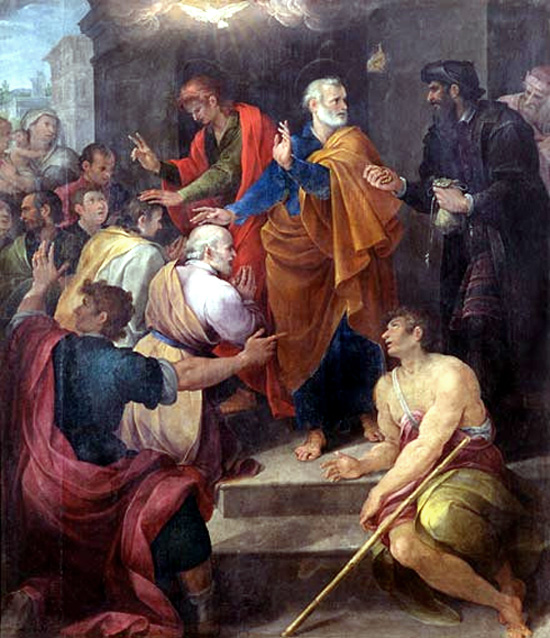
Avanzino Nucci Spór Piotra z Szymonem Magiem

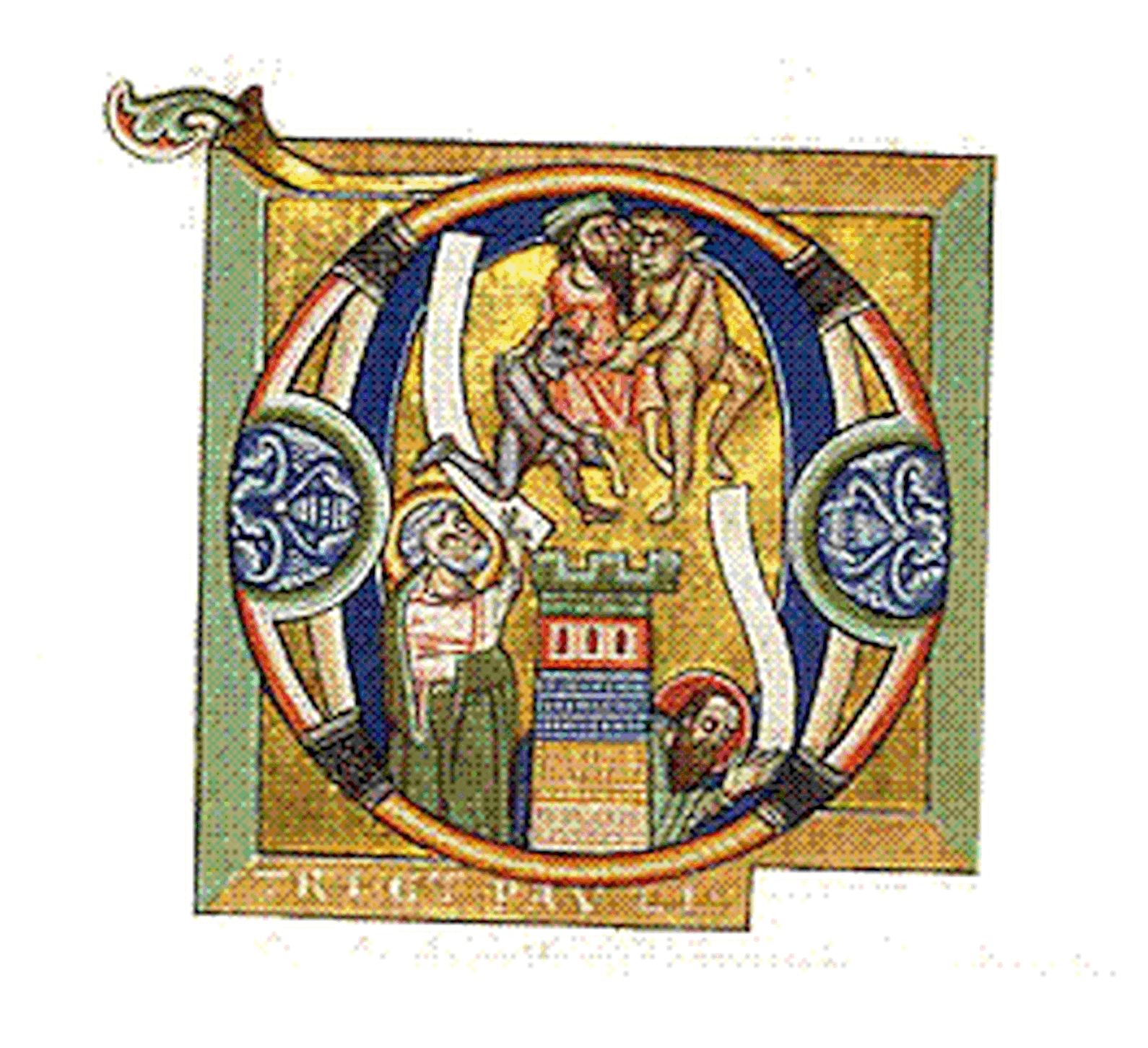
Upadek Szymona Maga po interwencji świętego Piotra w trakcie ich osobistego pojedynku na dworze cesarza Nerona

Szymon Mag, znany także jako Simon Magus lub Szymon z Gitty – przywódca religijny i gnostyk, rzekomo czarnoksiężnik działający na terenie Samarii.  
Według wierzeń starożytnej sekty gnostycznej simonitów był on bogiem w ludzkiej postaci. Niemal wszystkie ocalałe świadectwa o życiu i poglądach Szymona Maga są zawarte w pismach chrześcijańskich. Różne źródła informacji o Szymonie zawierają odmienne jego wyobrażenia, różniące się tak bardzo, że wyraża się wątpliwość, czy odnoszą się do tej samej osoby.

## Szymon Mag w Biblii
Według Dziejów Apostolskich usiłował kupić od apostołów dar udzielania Ducha Świętego.
Z tekstu wynika, że Szymon, obserwując apostołów i ludzi, na których zstępował Duch Święty, doszedł do wniosku, że moc Ducha bywa udzielana dzięki samemu gestowi nałożenia rąk (a nie według woli Bożej).
Szymon Piotr stanowczo się mu sprzeciwił.
Dzieje Apostolskie 8,9-24 wg Biblii Tysiąclecia
(9) Pewien człowiek, imieniem Szymon, który dawniej zajmował się czarną magią, wprawiał w zdumienie lud Samarii i twierdził, że jest kimś niezwykłym. 
(10) Poważali go wszyscy od najmniejszego do największego: Ten jest wielką mocą Bożą – mówili. 
(11) A liczyli się z nim dlatego, że już od dość długiego czasu wprawiał ich w podziw swoimi magicznymi sztukami. 
(12) Lecz kiedy uwierzyli Filipowi, który nauczał o królestwie Bożym oraz o imieniu Jezusa Chrystusa, zarówno mężczyźni, jak i kobiety przyjmowali chrzest. 
(13) Uwierzył również sam Szymon, a kiedy przyjął chrzest, towarzyszył wszędzie Filipowi i zdumiewał się bardzo na widok dokonywanych cudów i znaków. 
(14) Kiedy Apostołowie w Jerozolimie dowiedzieli się, że Samaria przyjęła słowo Boże, wysłali do niej Piotra i Jana, 
(15) którzy przyszli i modlili się za nich, aby mogli otrzymać Ducha Świętego. 
(16) Bo na żadnego z nich jeszcze nie zstąpił. Byli jedynie ochrzczeni w imię Pana Jezusa. 
(17) Wtedy więc wkładali /Apostołowie/ na nich ręce, a oni otrzymywali Ducha Świętego. 
(18) Kiedy Szymon ujrzał, że Apostołowie przez nakładanie rąk udzielali Ducha Świętego, przyniósł im pieniądze. 
(19) Dajcie i mnie tę władzę - powiedział - aby każdy, na kogo nałożę ręce, otrzymał Ducha Świętego. 
(20) Niech pieniądze twoje przepadną razem z tobą - odpowiedział mu Piotr - gdyż sądziłeś, że dar Boży można nabyć za pieniądze. 
(21) Nie masz żadnego udziału w tym dziele, bo serce twoje nie jest prawe wobec Boga. 
(22) Odwróć się więc od swego grzechu i proś Pana, a może ci odpuści twój zamiar. 
(23) Bo widzę, że jesteś żółcią gorzką i wiązką nieprawości. 
(24) A Szymon odpowiedział: Módlcie się za mną do Pana, aby nie spotkało mnie nic z tego, coście powiedzieli.

## Szymon Mag jako ojciec gnostycyzmu
Wprawdzie niektóre źródła mówią, że Szymon Mag mógł być uczniem Dozyteusza, którego nauki już miały mieć oddźwięk gnostycki, niemniej Ojcowie Kościoła właśnie Szymonowi przypisują bycie ojcem gnozy. Jego nauki posiadały motywy, które stały się podstawą doktryn późniejszych gnostyków. 
Według nauki Szymona przedstawionej przez Ireneusza z Lyonu jest jeden najwyższy, niewyrażalny i nieskończony Bóg; niepojęty słowem, nienazwany i odwieczny. Z niego narodziła się Myśl, Ennoia, Kobieta-Idea, zwana najczęściej Sofią, tj. Mądrością. Do ich przedstawienia wyznawcy Szymona wykorzystywali figurę Zeusa i Ateny - gdyż to właśnie Atena, bogini roztropności, wywodzi się z "głowy", a więc umysłu, najwyższego boga.
Następnie Sofia "zstąpiła w niższe rejony" i tam zrodziła aniołów, archaniołów i władców, którzy bez znajomości najwyższego Boga stworzyli świat. Nie chcąc pozwolić, by ich Matka porzuciła ich, i "nie chcąc uchodzić za potomstwo byle kogo", uwięzili Sofię w świecie, nakazując jej przechodzić z ciała do ciała - gdzie się zaś pojawiła, tam wybuchały konflikty i eskalowało się zło, gdyż każda ze światowych potęg chciała ją mieć dla siebie. Ona była m.in. w ciele Heleny Trojańskiej, a w końcu wcieliła się w Helenę, kurtyzanę z Sydonu. Dla ratowania swojej boskiej małżonki miał właśnie zstąpić najwyższy Bóg, przy okazji przynosząc klęskę złym aniołom.
To właśnie Szymon miał być inkarnacją tego Boga, ale nie jedyną. W doktrynie symonian pojawiała się już pewna forma Trójcy świętej - jako Ojciec miał on objawić się Izraelowi na Synaju, jako Syn-Jezus miał nauczać w Palestynie i udać ukrzyżowanie (już tu pojawia się typowo gnostycki motyw śmierci Chrystusa jako ułudy), zaś jako Duch miał nauczać w innych krajach. Jednakże - nie jest wykluczone, że nauka ta pojawiła się u szymonian później, wraz z krystalizowaniem się idei Trójcy w ortodoksji chrześcijańskiej.
Szymon miał nauczać, że człowieka zbawia wiara w niego, a uczynki nie są potrzebne do zbawienia. Ta niezgodność z nauczaniem chrześcijańskim o uczynkach, wypływających z wiary, prowadziła do swoistej amoralności wpisanej w doktrynę Szymona - można było czynić cokolwiek, bo jedynie wyznawanie jego jako Boga miało moc zbawczą. Był to zaczątek idei gnozy - zbawiającej wiedzy.
Helena, sydońska prostytutka, została przez Szymona wykupiona z domu publicznego i podróżowała razem z nim, będąc otaczaną czcią Sofią u boku Boga, który ją odnalazł i zbawił. Para ta stała się archetypiczną syzygią "heretyka i nierządnicy", jako głównych form działalności diabelskiej. Późniejszym powtórzeniem tego schematu stał się czarownik Faust i upadła Małgorzata z "Fausta" Goethego.
Legendy chrześcijańskie wspominają o mistycznym pojedynku między Szymonem a św. Piotrem w Rzymie - Szymon miał za pomocą magii udać śmierć i zmartwychwstanie przed obliczem Nerona, wyśmiewając tym samym doktrynę chrześcijańską. W końcu zapragnął wniebowstąpienia i kiedy unoszony był w górę przez złe anioły, Piotr wezwaniem imienia Chrystusa zmusił je do puszczenia gnostyka, który roztrzaskał się i zabił. Opowiadają o tym "Dzieje Piotra" oraz Złota legenda.